# 박광량
박광량은 1961년생 홍익대학교 경영대학 교수이다.
현재 '기업과 경영', '조직개발론'이라는 과목을 개설하고 강의를 하고 있으며 강의내용은 주로 시장경제원리에 대한 내용이 주를 이룬다.
그가 주장하는 이론의 중심에는 '차익법칙'이 있으며, 이 차익법칙이란 것은 인간의 행동을 규정하는 만유인력의 법칙과도 같은 것이라 이야기한다.
여기서 말하는 차익이란 모든 인간이 보편적으로 가지고 있는 자유라는 권리에 이로운 모든 것을 의미하며,따라서 차익법칙이란 모든 인간은 자신의 차익에 따라 행동한다고 이야기한다.
한 예로, 집에 강도가 들었을 경우에 순순히 돈을 내주는 것이 최선의 방법인 이유는 자신의 목숨(자유를 향유할 수 있는 최소한의 것)만큼 가치있는 것은 없기 때문이며 이러한 상황에서도 차익법칙이 작용하는 것이다.

## 약력
- 서울대 사회과학대학 졸업
- 한국고등교육재단 장학생
- 하버드 Ph D in social relations 우등졸업
- 하버드 Postdoctoral fellow